# Haus Berge (Essen)
Haus Berge ist eine abgegangene, mittelalterlicher Wasserburg im heutigen Essener Stadtteil Bochold. Sie wurde 2017 als Bodendenkmal in die Denkmalliste der Stadt Essen eingetragen. Nach dem Haus nannte sich das aufsitzende Adelsgeschlecht der op dem Berge.

## Geschichte
Haus Berge lag am Borbecker Mühlenbach. Die Wasserburganlage war ca. 50 × 100 Meter groß und wurde von einem zehn Meter breiten Wassergraben umgeben. Die erste urkundliche Erwähnung der Burg (op den Berge) stammt aus dem Jahr 1291.
Im Jahr 1794 wurde an der Stelle der Burg ein Schloss erbaut, das aber bereits 1858 einem Feuer zum Opfer fiel. An derselben Stelle wurden ein Jahr später neue klassizistische Gebäude errichtet, die ab 1867/1868 als Waisenhaus und kurz danach als Krankenpflegeanstalt genutzt wurden. Im Zweiten Weltkrieg wurden auch diese Gebäude zerstört. 1946/1950 erfolgte dann an gleicher Stelle der Neubau einer Außenstelle des heutigen Elisabeth-Krankenhauses.
Ab 1995 wurden archäologische Grabungen durchgeführt. Dabei wurden Bruchsteinfundamente und ein drei Meter breiter Sohlgraben gefunden. Die dendrochronologische Analyse gefundener Holzpfähle ergab die Jahreszahl 1254. Eine ebenfalls gefundene Pingsdorfer Scherbe kann sogar in das 10./11. Jahrhundert datiert werden.
Heute befindet sich hier das Geriatrie-Zentrum Haus Berge in Trägerschaft der Gruppe Contilia. Das Gelände ist teilweise öffentlich zugänglich.